# Laktation

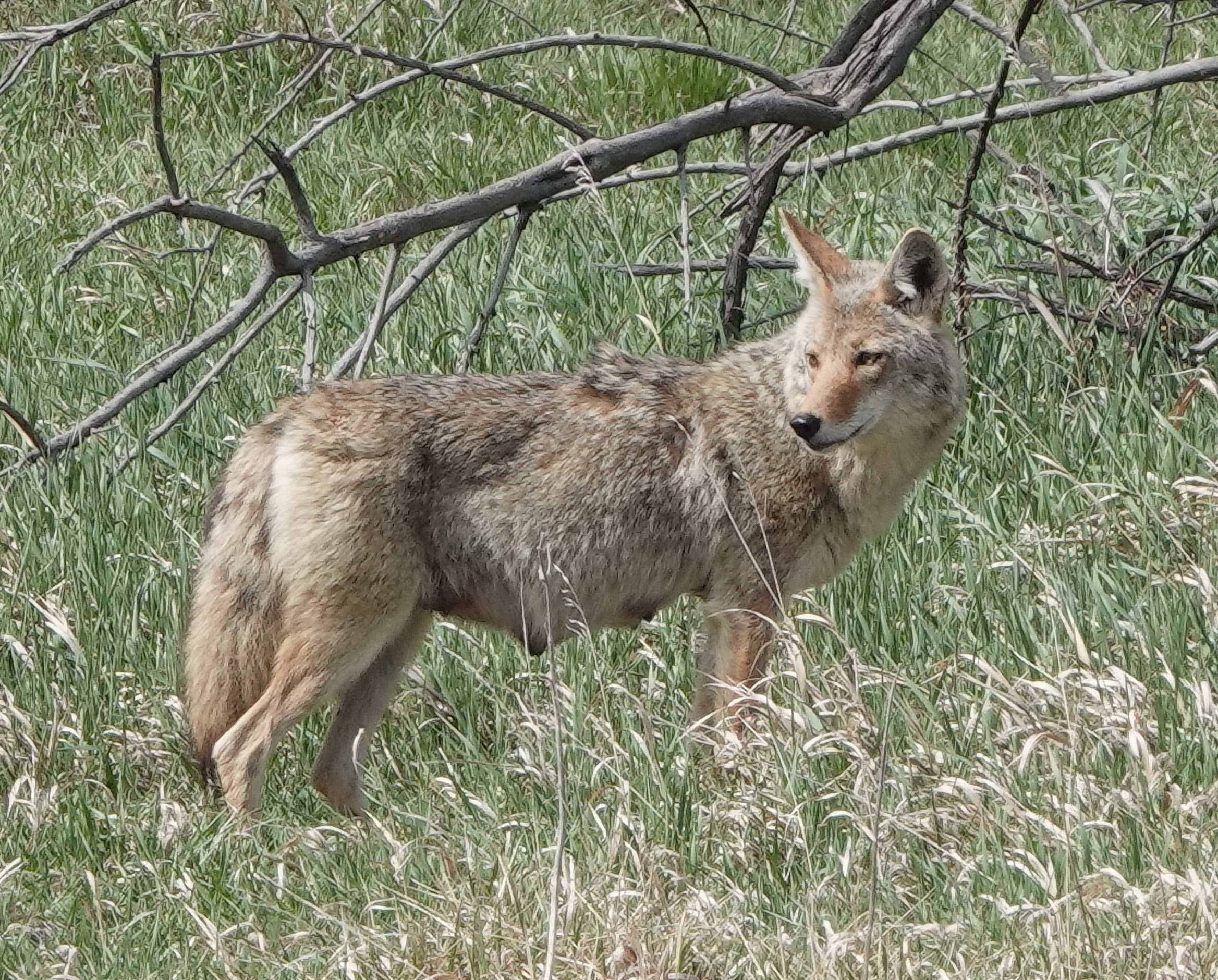
Laktierendes Kojotenweibchen

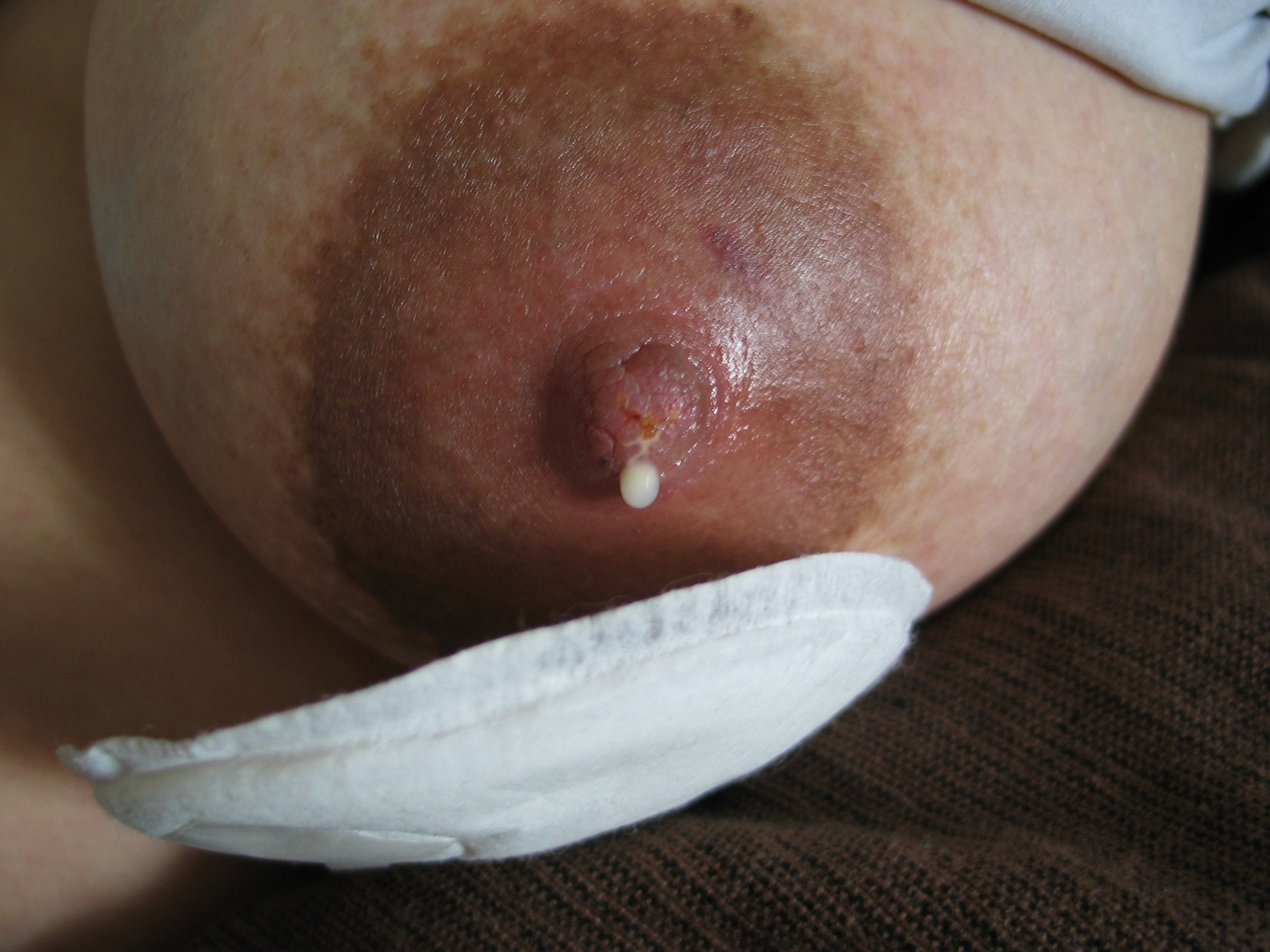
Milchsekretion aus einer menschlichen Brust, die in einer Stilleinlage aufgefangen wird.

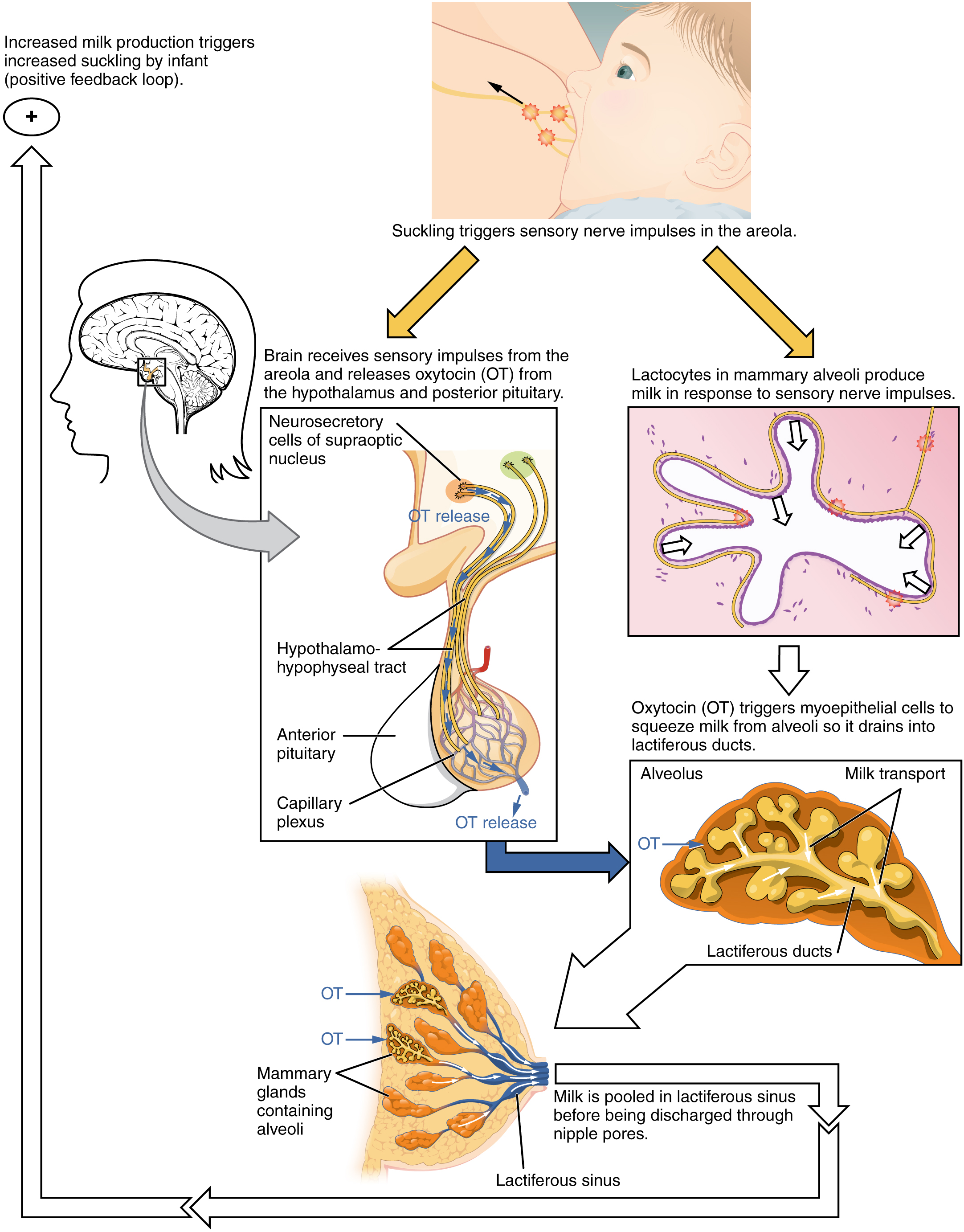
Schema der Stimulation und des Reflexgeschehen bei der Laktation

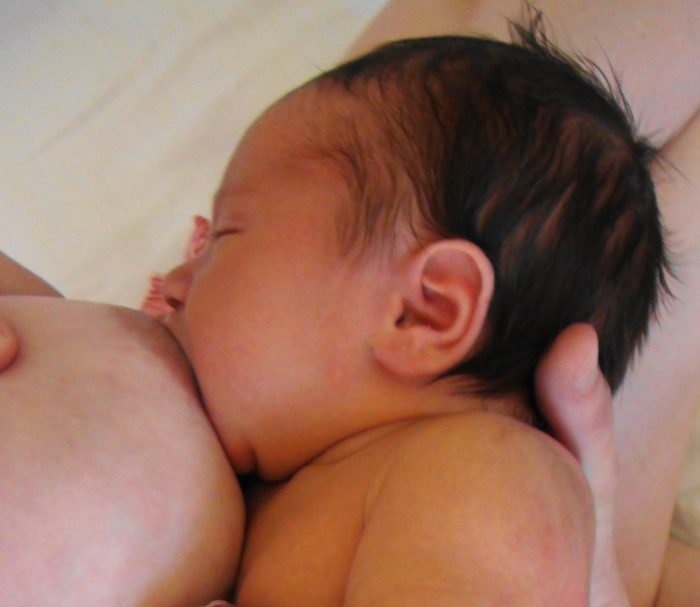
Stillen eines Neugeborenen

Laktation ist der Fachausdruck für die Milchabgabe von Säugetieren, einschließlich der Abgabe von Muttermilch beim Menschen. Die Milchabsonderung erfolgt über die Milchdrüsen und fängt für gewöhnlich nach der Geburt an. Die tägliche Menge der Milchabgabe folgt einer Laktationskurve. Eine krankhaft gesteigerte Milchbildung nennt man Polygalaktie, einen gestörten Milchfluss Galaktostase.

## Physiologie
Während einer Schwangerschaft bzw. Trächtigkeit führen konstante Hormonspiegel (Östrogen, Progesteron) aus der Plazenta sowie Prolaktin aus der Hirnanhangdrüse zur Umwandlung der mütterlichen Brustdrüsenzellen in milchproduzierende Alveolarzellen (Laktogenesis).
Im dritten Trimenon tritt gelegentlich schon tropfenweise Vormilch (Kolostrum) aus. Zwei bis acht Tage nach der Geburt beginnt die Ausschüttung der Muttermilch (Laktation), zuerst unter hormonellem Einfluss (plötzlich verminderte Östrogen- und Gestagenspiegel, vermehrte Produktion von Prolaktin aus der Hypophyse), dann reflektorisch durch den Saugreiz des Kindes, der – ebenfalls aus der Hirnanhangdrüse – die Ausschüttung des Hormons Oxytocin bewirkt. Unter Einfluss von Oxytocin kontrahieren sich auch die Myoepithelzellen um die milchbildenden Drüsenbläschen (Alveolen), sodass die Milch während des Stillens aktiv ausgetrieben wird.
Die von den Milchdrüsen produzierte Milch stellt eine ausgewogene und vollwertige Ernährung des Säuglings nach der Umstellung der Ernährung über die Nabelschnur dar. Mit dem Kolostrum werden in erhöhtem Maße Immunglobuline an den Säugling übertragen.
Die tägliche Produktionsmenge variiert beim Menschen entsprechend der Häufigkeit des Anlegens und der Dauer des Trinkens. Im Schnitt trinken Säuglinge im Alter von einem bis sechs Monaten täglich 700 bis 800 ml.
Nach dem Abstillen sinkt die Milchproduktion innerhalb von mehreren Wochen bis Monaten auf Null. Soll nur vorübergehend nicht gestillt werden, empfehlen Stillberaterinnen in der Regel den Einsatz von Muttermilchpumpen. Relaktation nennt man die Wiederherstellung einer Laktation bei einer Frau nach vorübergehendem Abstillen. Induzierte Laktation ist der korrekte Ausdruck für die Induktion des Milchflusses bei einer Amme. Beide erfolgen durch häufiges Anlegen des Kindes und können ebenfalls mit Pumpen unterstützt werden.